# Ricardo Gálvez
Ricardo Fernando Gálvez Blanco (Santiago, 10 de marzo de 1933-Santiago, 6 de enero de 2024) fue un abogado, juez y profesor universitario chileno.

## Biografía
Estudió en la Facultad de Derecho de la Pontificia Universidad Católica de Chile y se tituló de abogado el 16 de noviembre de 1959. Desde 1964 se ha desempeñado como profesor de derecho procesal en su casa de estudios.
Ingresó al Poder Judicial como oficial tercero del Séptimo Juzgado del Crimen de Santiago. Posteriormente, en calidad de juez del Sexto Juzgado del Crimen de Santiago, tuvo que investigar la muerte de Rodrigo Anfruns en 1979, en donde decidió que el menor sospechoso era inimputable. Dicha decisión ha sido cuestionada, y la familia de Anfruns la ha calificado como un montaje de la dictadura de Pinochet. Posteriormente integró la Corte de Apelaciones de Santiago, de la que llegó a ser presidente.
Fue nombrado ministro de la Corte Suprema en 1998, cesando del cargo el 10 de marzo de 2008 al cumplir los 75 años que establece la ley para su retiro. Fue presidente subrogante del máximo tribunal chileno entre el 1 y el 10 de marzo de 2008, mientras el —en ese entonces— presidente titular Urbano Marín tenía licencia médica. Se le reconocen como sus principales aportes durante su carrera judicial la elaboración de proyectos de modernización del Poder Judicial, fortificando el rol de la Corporación Administrativa y modificando la estructura de grados de funcionarios, junto al ministro Urbano Marín.
Falleció el 6 de enero de 2024.

## Posiciones políticas y creencias
Gálvez fue definido como un católico conservador, cercano al Opus Dei y los Legionarios de Cristo, y a la Unión Demócrata Independiente (UDI), partido político de derecha. Además manifestó simpatía por la dictadura militar de Augusto Pinochet, y durante la década de 1980 se hizo conocido por los "formularios Gálvez", que utilizaba para rechazar los recursos de amparo interpuestos por familiares de detenidos desaparecidos.
Fue contrario a la píldora del día después y a la ley de divorcio.